# August Sauer
August Sauer, född 12 oktober 1855 i Wiener Neustadt, död 17 september 1926 i Prag, var en österrikisk litteraturvetare. 
Sauer blev 1877 filosofie doktor och 1879 docent i nyare litteraturhistoria i Wien, samma år supplerande professor i tyska språket och litteraturen vid Lembergs universitet, extra ordinarie professor 1883 i Graz och 1886 i Prag, där han 1891 blev ordinarie professor. Han utvecklade en mångsidig verksamhet i sin lärare Wilhelm Scherers anda.
Huvuddelen av hans verksamhet ägnades åt att ge ut bland annat arbeten av Ferdinand Raimund (1881; 3:e upplagan 1903), Ewald von Kleist (1881-84), Franz Grillparzer (flera olika upplagor; hans samtal, 1904-14), Adalbert Stifter (1901 ff.), Goethe (brev; flera delar av Weimarupplagan med mera), Clemens Brentano, flera band av Kürschners Deutsche Nationalliteratur med mera. Han var utgivare av Euphorion, Prager deutsche Studien med mera.